# مذبحة السجن الإكوادوري 2021
مذبحة السجن الإكوادوري 2021 في 23 فبراير 2021 قُتل ما لا يقل عن 79 سجينًا وأصيب عدد آخر في أعمال شغب وقعت في وقت واحد في أربعة سجون في الإكوادور. أعطت السلطات التنافس بين العصابات في نظام السجون المكتظ كسبب. وقع العنف في السجون الواقعة في مقاطعات غواياس وأزواي وكوتوباكسي، والتي تضم ما يقرب من 70٪ من إجمالي عدد نزلاء السجون في البلاد.

## خلفية
وفقًا للمسؤولين بدأت أعمال الشغب حيث تقاتل العديد من عصابات السجون المتنافسة على القيادة واشتبكت داخل مراكز الاحتجاز في جميع أنحاء البلاد. تزعم السلطات أن الصراع على القيادة بدأ في ديسمبر عندما قُتل خورخي لويس زامبرانو «راسكوينيا» زعيم لوس تشونيروس أقوى عصابة داخل السجون الإكوادورية في مركز تسوق في مانتا الإكوادور بعد بضعة أشهر من إطلاق سراحه. ورد أن أعمال الشغب قد عجلت بتفتيش الأسلحة في اليوم السابق لأعمال الشغب، حيث تم الاستيلاء على سلاحين ناريين من أعضاء لوس تشونيروس. تعتقد الشرطة أن هذه الأسلحة النارية كانت ستستخدم لقتل قادة أربع عصابات سجن أخرى كانت قد شكلت تحالفًا ضد لوس تشونيروس. نبهت أنباء مصادرة الأسلحة النارية أعضاء العصابة المتنافسة وقاموا على الفور بتنظيم وشن هجوم منسق ضد قادة لوس تشونيروس في أربعة سجون مختلفة.

## الاصابات
أكدت التقارير الأولية مقتل ما لا يقل عن 50 نزيلاً في أعقاب أعمال العنف. وكان مطلوب 800 ضابط شرطة لقمع العنف. انتشرت بعض الصور ومقاطع الفيديو على وسائل التواصل الاجتماعي التي أظهرت قطع رؤوس النزلاء ومقطعة أوصالهم في برك من الدماء. في 24 فبراير ارتفع عدد القتلى من النزلاء إلى 79.

## الإستجابة
أعلن الرئيس لينين مورينو حالة الطوارئ المؤقتة في نظام السجون، من أجل السيطرة على عنف السجون.
في أعقاب اشتباكات 28 سبتمبر، تخطط الإكوادور للعفو عن ما يصل إلى 2000 سجين.